# Јакоб Кристијан Шефер
Јакоб или Јакоб Кристијан Шефер (30. мај 1718. у Кверфурту — 5. јануар 1790. у Регензбургу) је био немачки теолог, ботаничар, микробиолог, етимолог, орнитолог и проналазач.

## Образовање
Од 1736 - 1738. студирао је евангеличку теологију на Мартин Лутер универзитету у Хале- Витенберг и био је кућни васпитач у Регензбургу. 1790. је докторирао филозофију на универзитету у Витенбергу а на универзитету у Тибингену је промовисан у доктора теологије 1779. године а затим је био суперинтендант (звање које одговара функцији бискупа) у цркви Нојфаркирхе у Регензбургу. Бавио се ботаником, орнитологијом, микробиологијом, етимологијом, проналазаштвом и уопште науком и објављивао своје радове из тих области.